# ヘルムート・ランズベルク
ヘルムート・ランズベルク（Helmut Erich Landsberg, 1906年2月9日 - 1985年12月6日）はドイツ出身の気象学者。主にアメリカ合衆国で働いた。名前は英語読みでヘルマット・ランズバーグとも表記される。
フランクフルト・アム・マインに生まれた。フランクフルト大学でPh.D.を取り、タウナス地球物理学・気象学観測所で働いた後、1934年にアメリカに移り、ペンシルベニア州立大学で地球物理学と気象学の教職についた。1930年代に粒子状物質の空気汚染や人間の健康への影響についての重要な研究をおこなった。1941年にシカゴ大学に職を得、第二次世界大戦中はアメリカ空軍のために作戦地域の気象や天候統計の情報を集めるプロジェクトを指揮し、空軍首脳から賞賛された。1949年にはハリー・S・トルーマン大統領の空気汚染委員会に任命され、アメリカにおける空気汚染規制の形成に貢献した。1967年からメリーランド大学で働き、自ら創設した大気科学・気象学部と流体力学・応用数学研究所の所長を務めた。1968年から1970年の間、アメリカ地球物理学連合の会長をつとめた。世界気象機関の会合に出席中にスイスのジュネーヴで没した。
アメリカ海洋大気庁とアメリカ気象学会がランズベルクの名前を冠した賞を創設している。

## 受賞歴
- 1978年: ウィリアム・ボウイ・メダル（アメリカ地球物理学連合）
- 1985年: アメリカ国家科学賞